# Il-Furjana
Il-Furjana – connue aussi comme Floriana – est une localité de Malte d'environ 2 200 habitants, située dans Malte à l'ouest de La Valette, la capitale, dont elle constitue le faubourg. C'est le lieu d'un conseil local (Kunsilli Lokali) compris dans la région (Reġjun) Nofsinhar.

## Origine

### Toponymie
Il-Furjana ou Floriana, tire son nom de Pietro Paolo Floriani, l'ingénieur militaire italien qui a dessiné les Lignes de Floriana, les fortifications qui entourent la ville.

## Histoire
Les origines de Floriana remontent à 1636, lorsque la construction des lignes Floriana a commencé. La ligne de fortifications a été construite à l’extérieur des fortifications de La Valette comme ligne défensive extérieure de la capitale. Les lignes portent le nom de Pietro Paolo Floriani, l'ingénieur militaire italien qui les a conçues. Les fortifications étaient partiellement défendables en 1640, mais la construction et les modifications se poursuivirent tout au long des XVIIe et XVIIIe siècles pour être entièrement achevées dans les années 1720.
La zone située entre les lignes Floriana et le front terrestre de La Valette a commencé à se construire en 1724, lorsque le Grand Maître António Manoel de Vilhena fonda le faubourg Borgo.

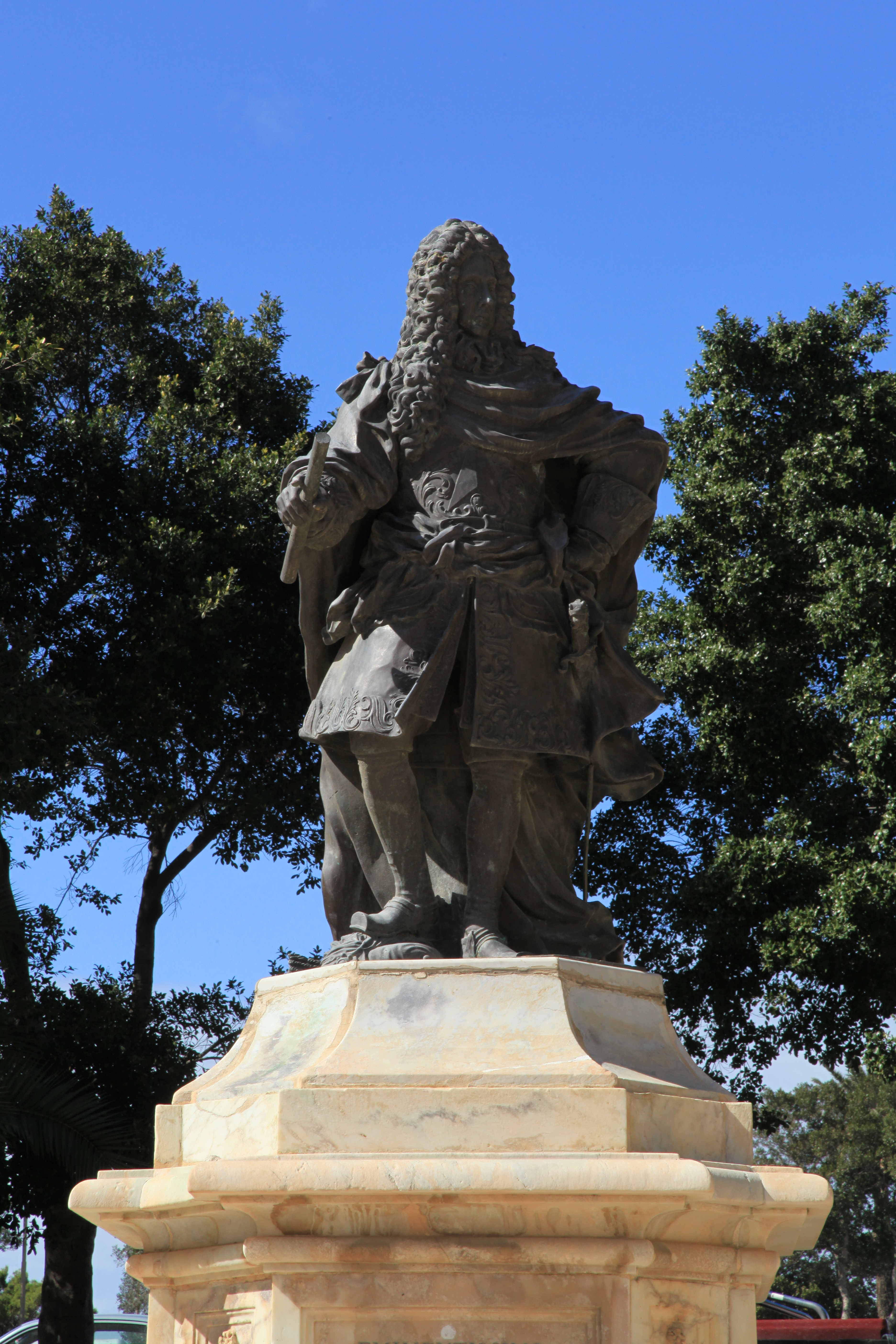
Statue de Antonio Manoel de Vilhena

## Géographie
La ville est bâtie sur la partie ouest de la presqu'île de Xiberras qu'elle partage avec la capitale La Valette qui occupe sa partie est. Cette presqu'île est donc entourée de deux havres naturels : le Marsamxett Harbour au nord, et le Grand Harbour au sud.
| Pietà (Malte) | Marsamxett Harbour |            |
| Ħamrun        | Il-Floriana        | La Valette |
| Il-Marsa      | Grand Harbour      |            |

### Transport
C'est au pied des remparts de La Valette, sur la place des Tritons, que se trouve le terminus routier de l'île, où les autobus jaunes et orange des années 1950 ont fait place depuis juillet 2011 aux bus blancs et bleus de la nouvelle société privée Arriva.

## Patrimoine et culture

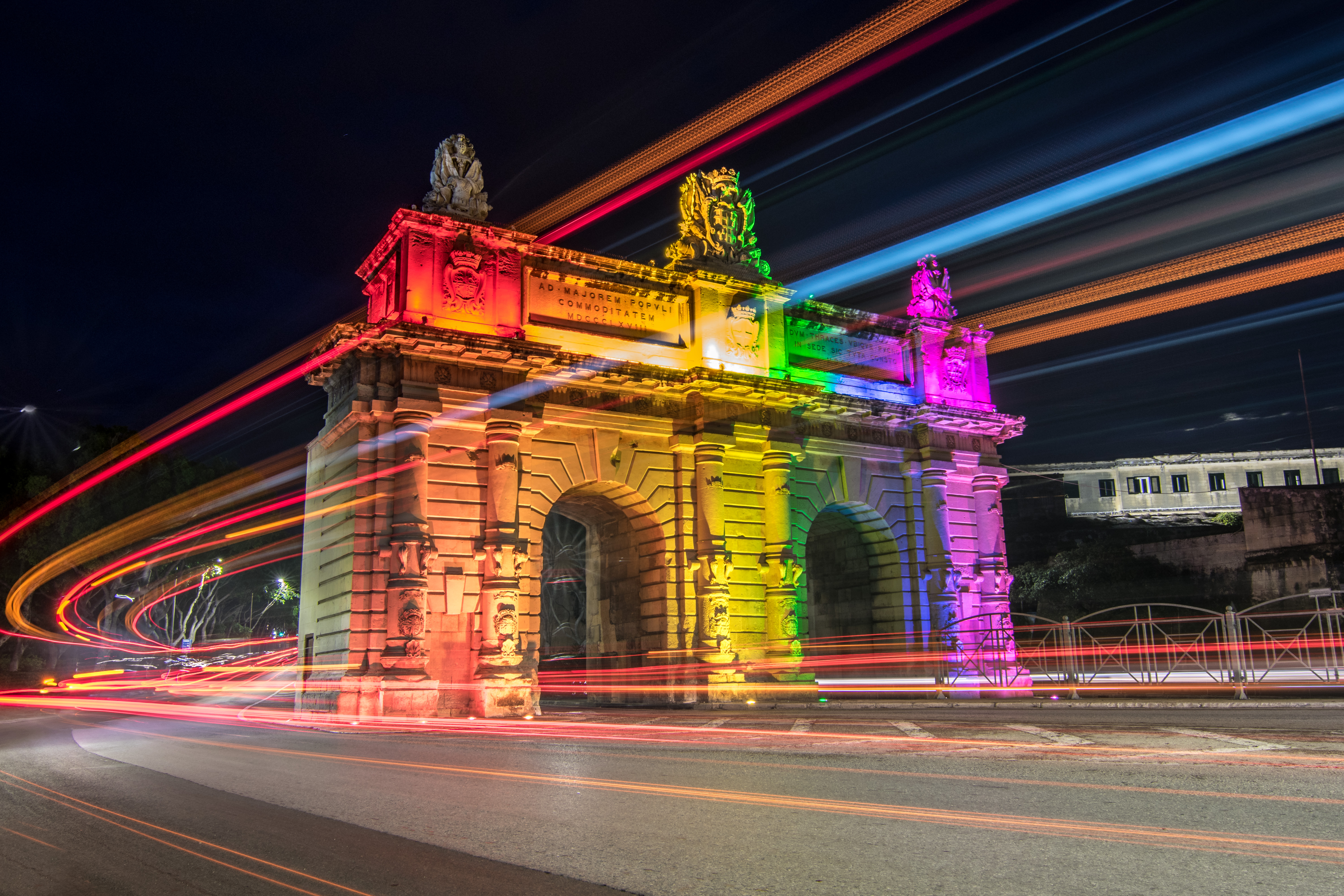
Les Portes des Bombes à Il-Furjana. Septembre 2020.

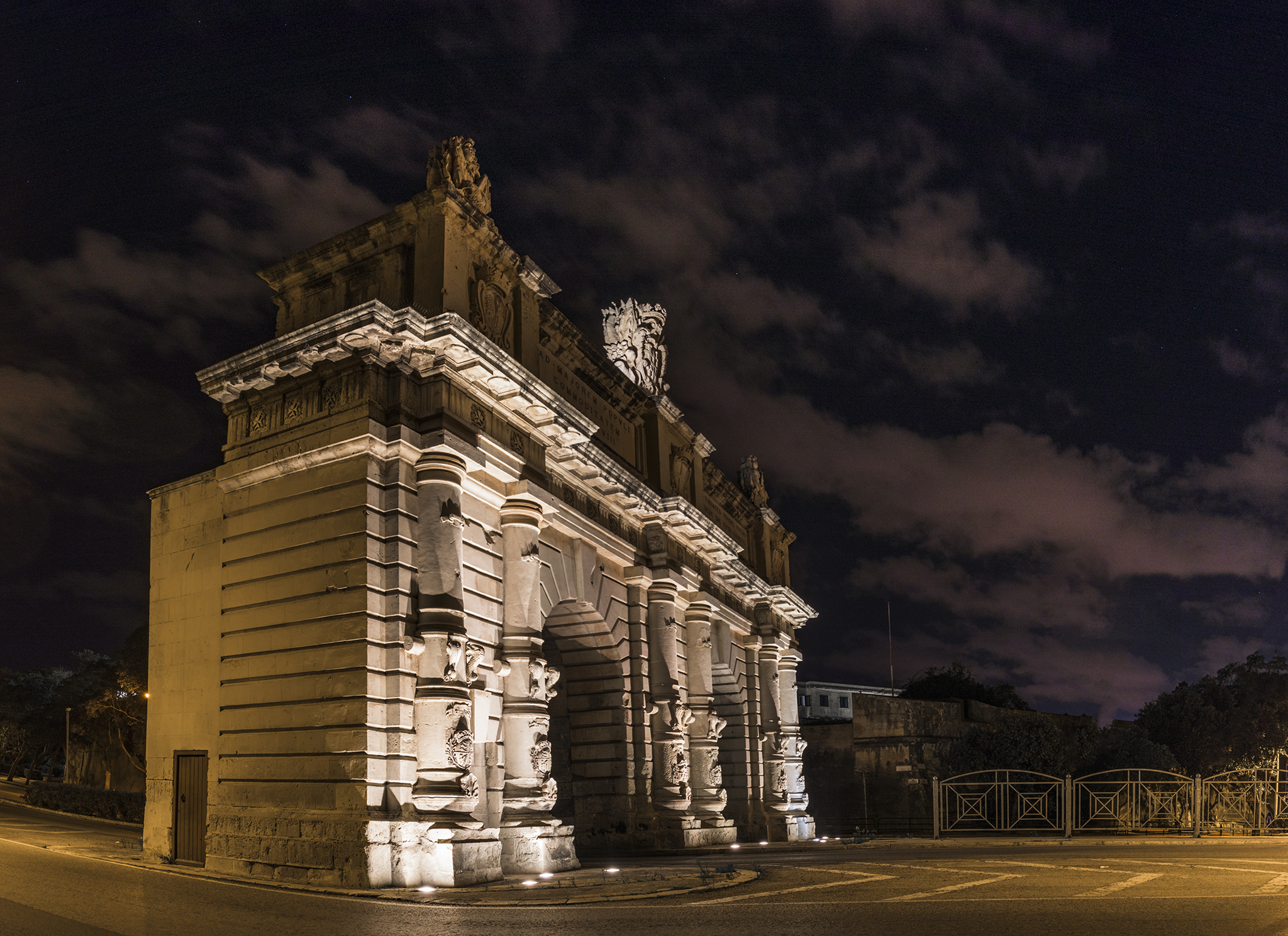
La portes des bombes. Octobre 2018.

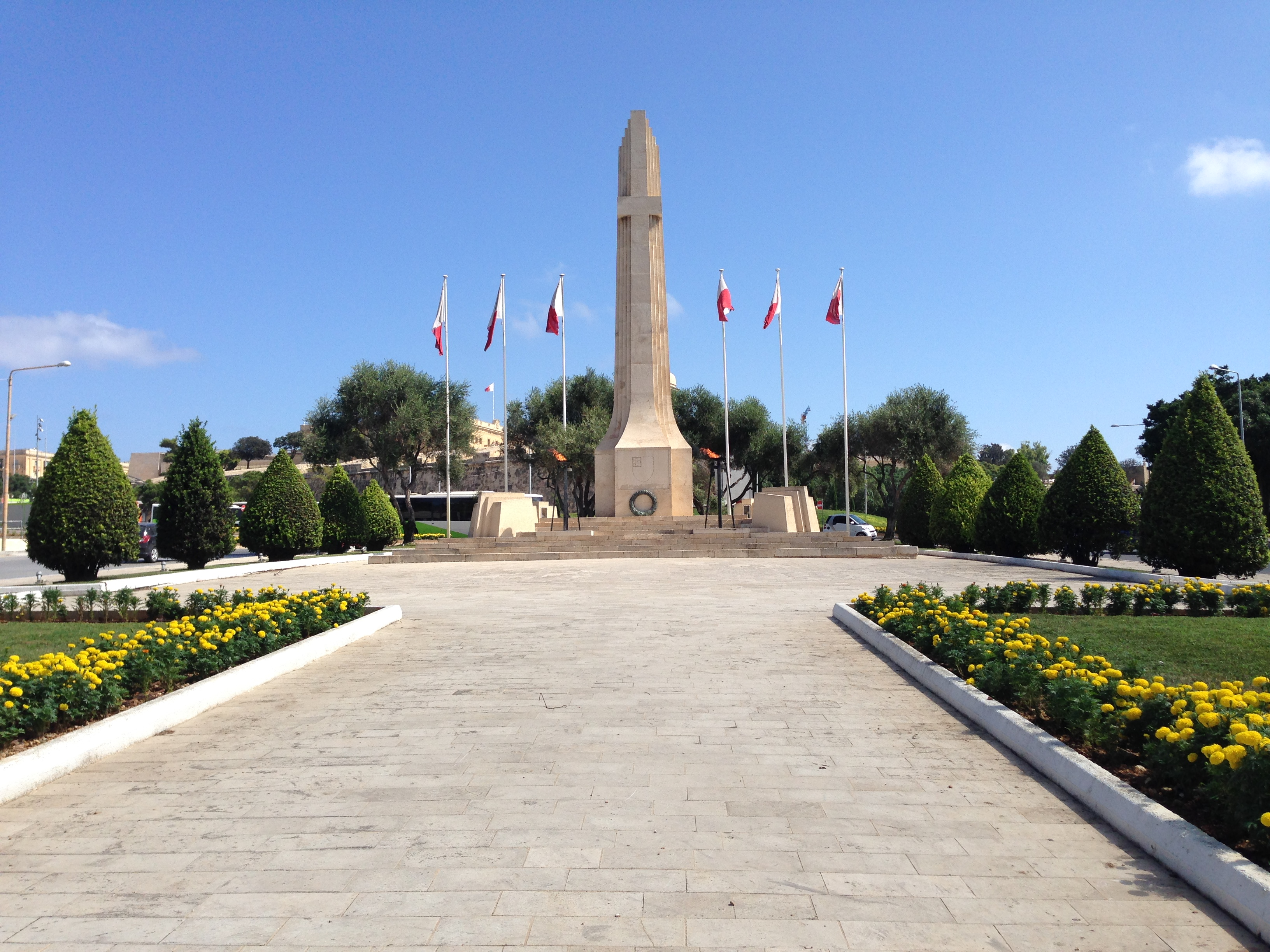
Monument de la Guerre
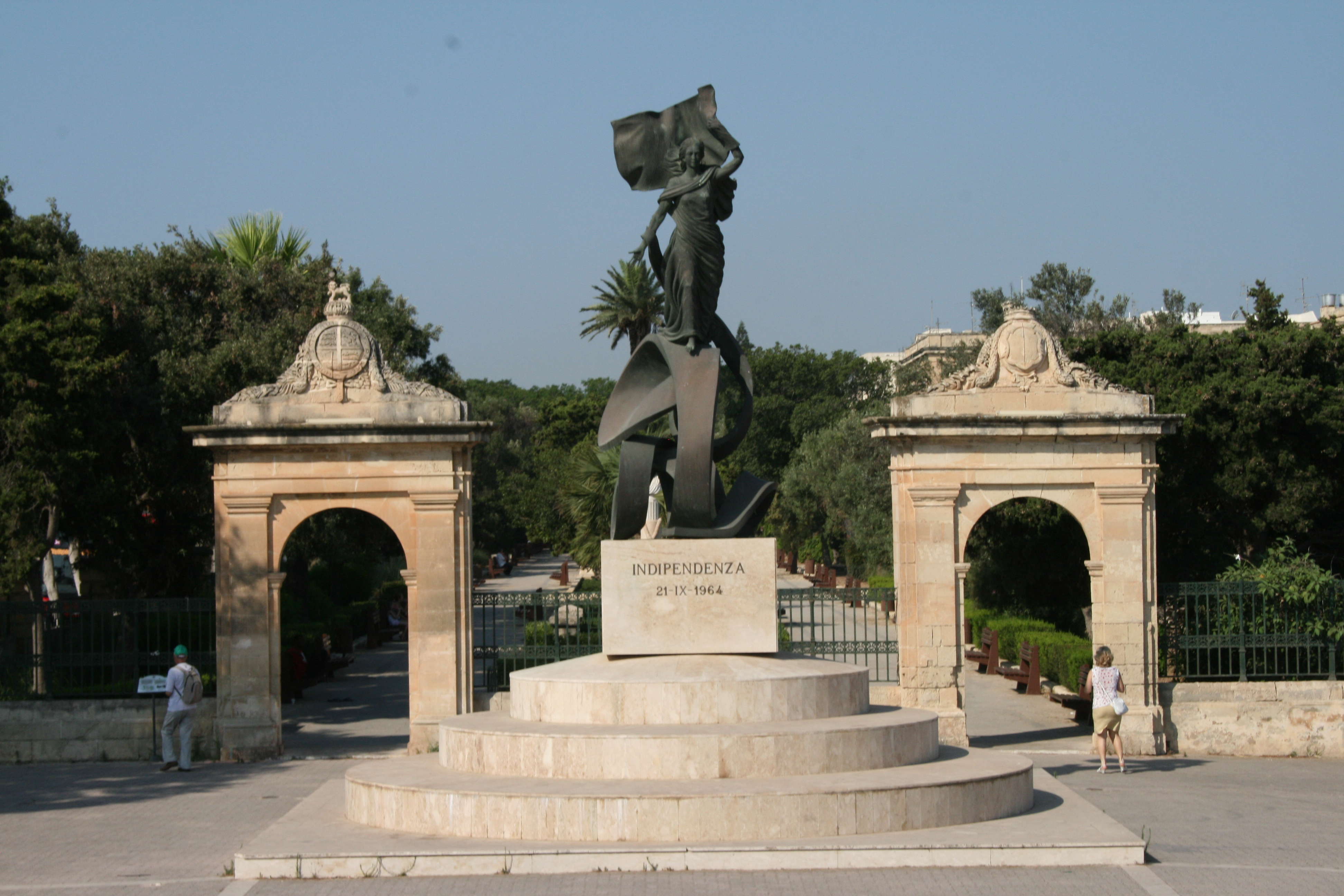
Monument de l'Indépendance
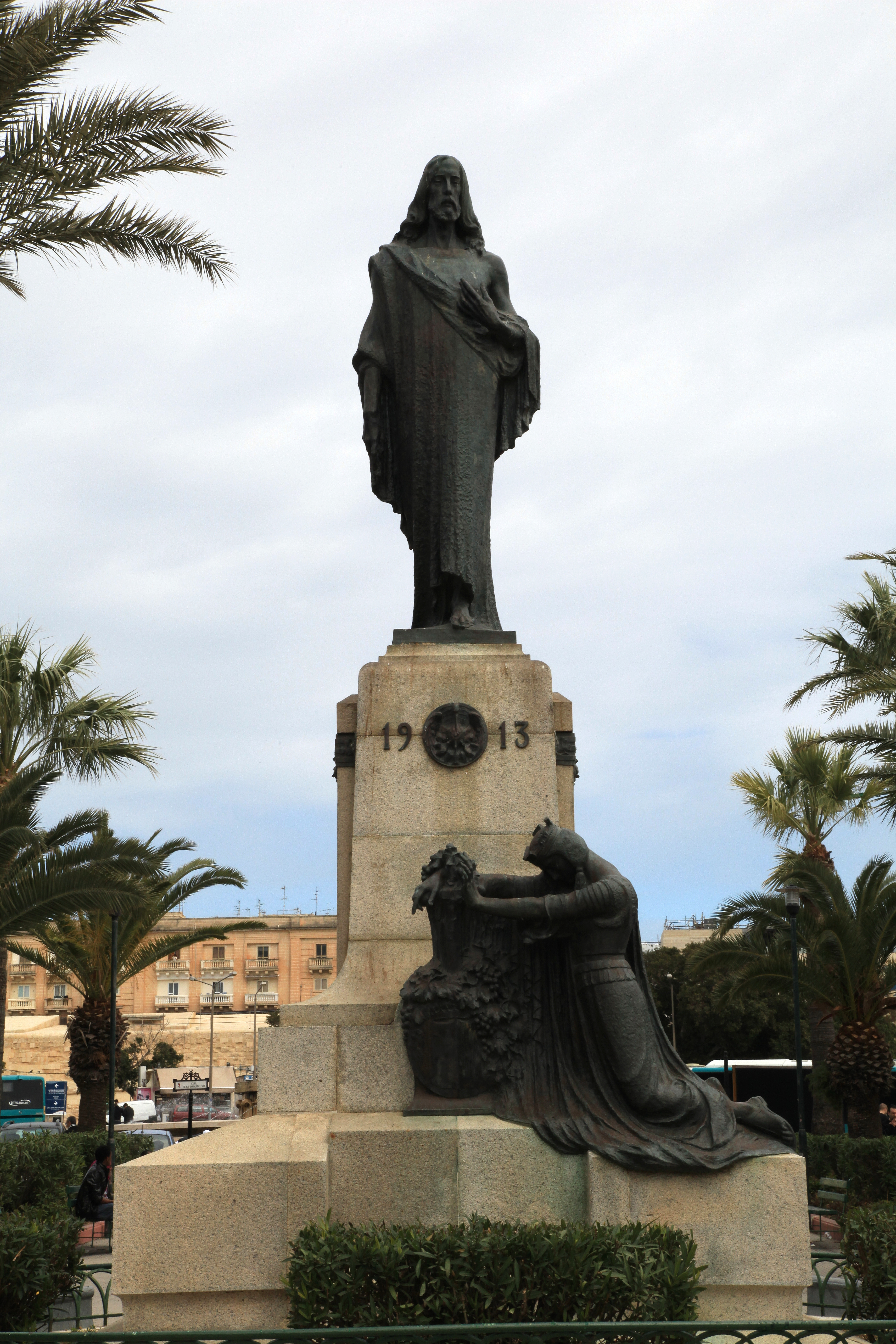
Statue du Christ Roi
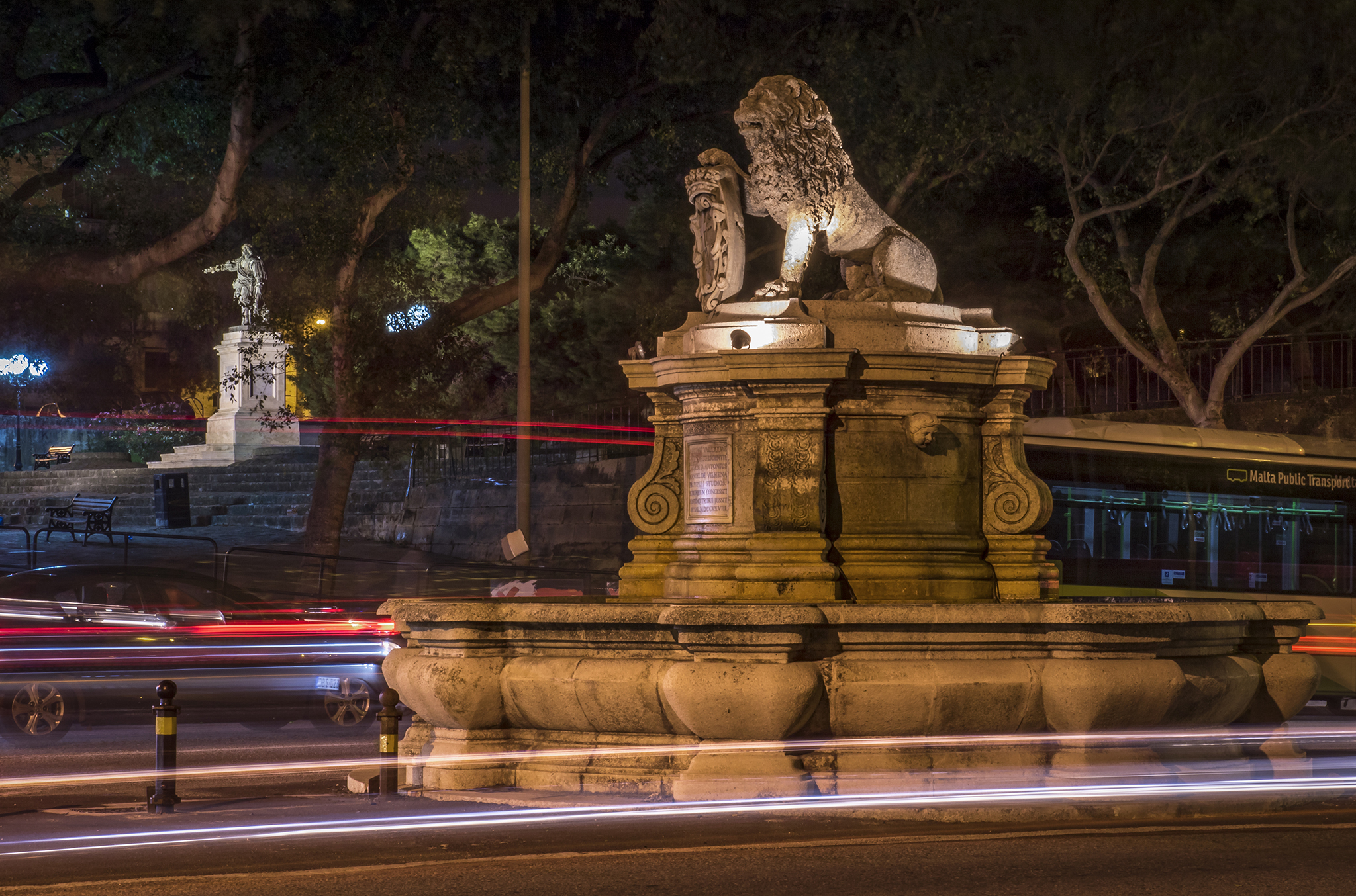
Fontaine du Lion
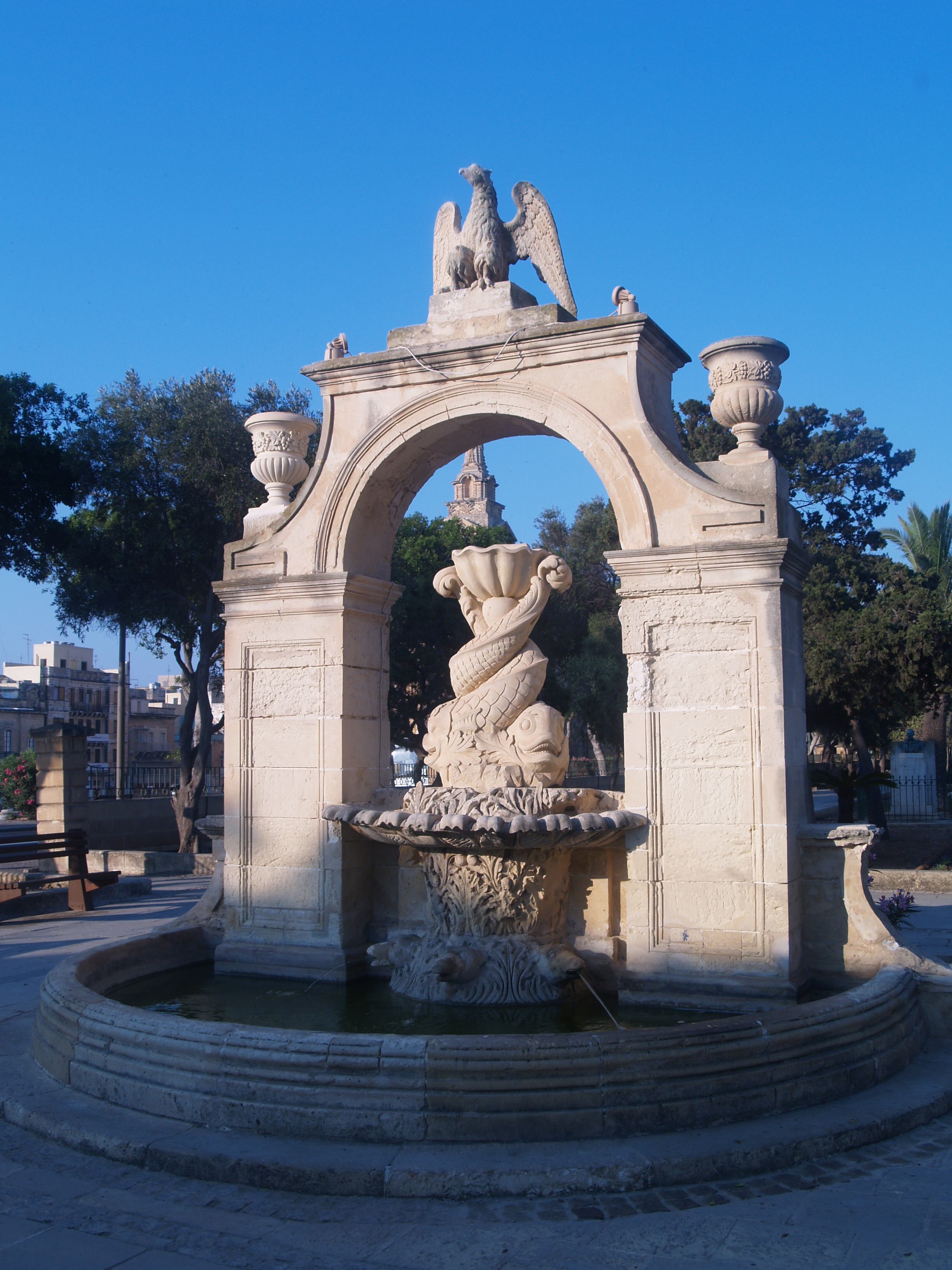
Fontaine

### Personnes notables
- Oliver Friggieri (1947 - 2020), poète.

- Michael Frendo (1955 - ), politicien.

- Robert Sammut (1869 - 1934), compositeur, musicien.

- Davina Sammut Hili (1986 - ), polticienne.

## Sport
Floriana a son propre club de football, le Floriana Football Club.

## Jumelages
| Ville | Ville    | Pays | Pays   | Période               |
| ----- | -------- | ---- | ------ | --------------------- |
|       | Macerata |      | Italie | depuis le 4 août 2007 |

 Rieux-Volvestre (France)

## Sources
- (mt) Alfie Guillaumier, Bliet u Rħula Maltin (Villes et villages maltais), Klabb Kotba Maltin, Malte, 2005.
- (en) Juliet Rix, Malta and Gozo, Brad Travel Guide, Angleterre, 2013.
- Alain Blondy, Malte, Guides Arthaud, coll. Grands voyages, Paris, 1997.